# John Gower

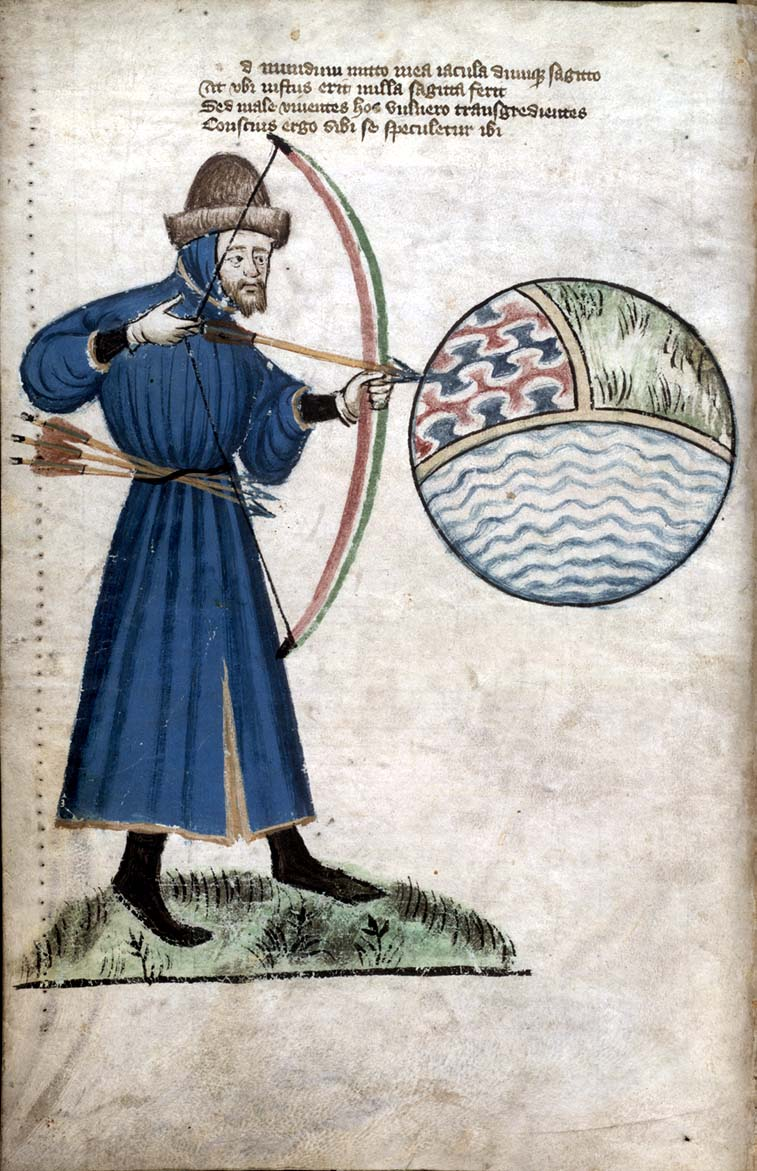
John Gower richt zijn pijl op de wereld, die uit 'sferen' van aarde, lucht en water bestaat (illustratie uit een uitgave van Vox Clamantis, ca. 1400)

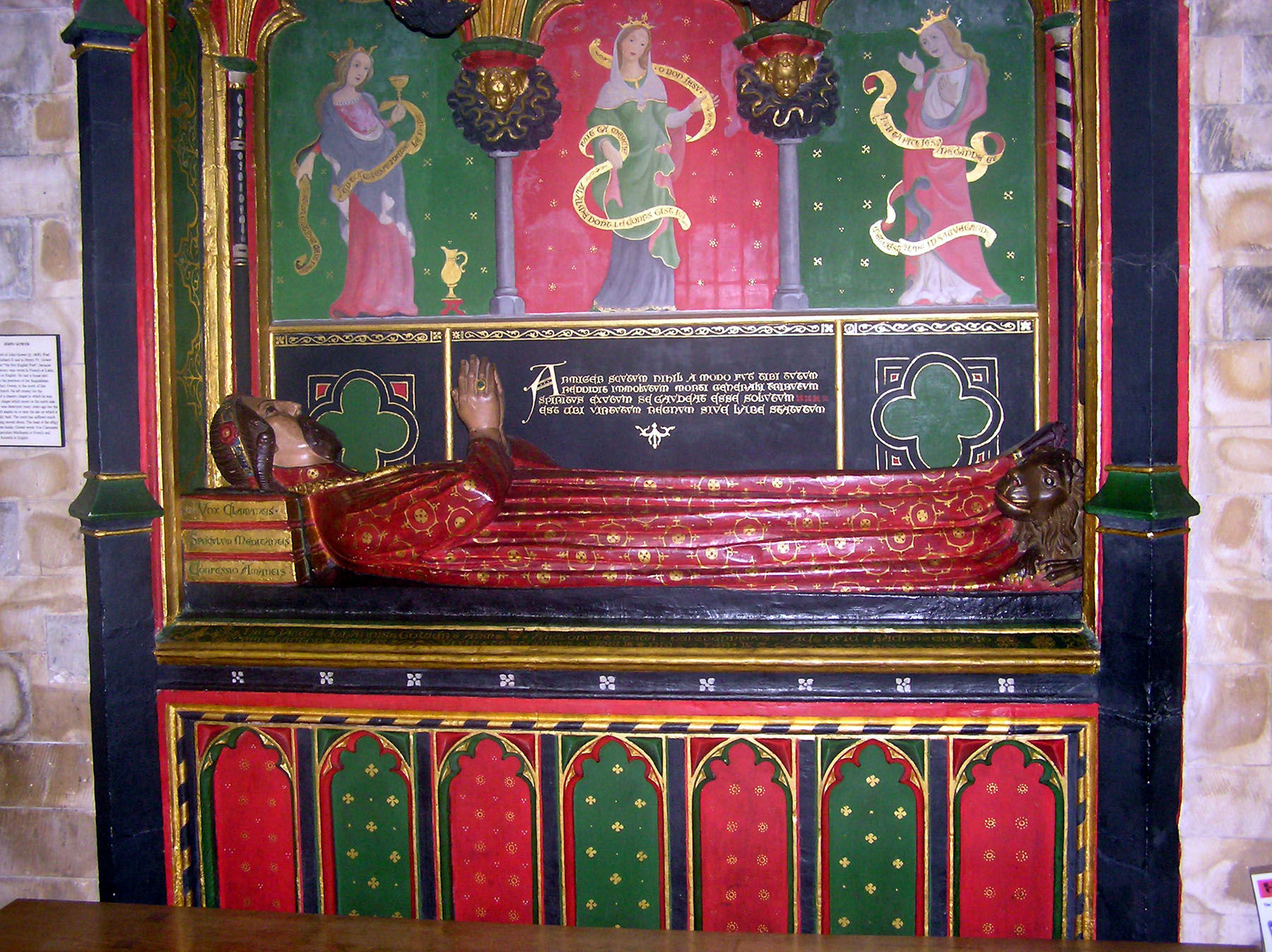
Het praalgraf van John Gower in de Southwark Cathedral, Londen.

John Gower (Yorkshire of Kent?, ca. 1330 – Londen, oktober 1408) was een Engelse dichter, die vooral bekend is door zijn drie lange gedichten Mirroir d'Lomme, Vox Clamantis en Confessio Amantis, waarin morele en politieke thema's worden aangesneden.

## Levensloop
Er is maar weinig bekend over Gowers leven. Mogelijk werd hij geboren in Yorkshire, vanwaar zijn welvarende familie afkomstig was, maar hij werd opgevoed in Kent en West Suffolk. Hij kan ook in Kent geboren zijn en wellicht was hij landeigenaar. Men denkt ook dat hij advocaat was in Londen. Terwijl hij in Londen was, kreeg hij een nauwe relatie met de adel. Hij was een goede bekende van koning Richard II. Later verlegde hij zijn loyaliteit naar Hendrik IV.
Hij was een tijdgenoot van William Langland en men weet dat hij een goede vriend was van Geoffrey Chaucer. Toen Chaucer als diplomaat naar Italië werd gestuurd in 1378, was Gower een van de mannen aan wie hij zijn juridische zaken in Engeland toevertrouwde. Chaucer heeft zijn Troilus and Criseyde gedeeltelijk opgedragen aan Gower en die prees Chaucer aan het eind van de Confessio Amantis, zijn enige Engelstalige gedicht.
In 1397 trouwde Gower met Agnes Groundolf. Zij was vermoedelijk van Vlaamse afkomst. Waarschijnlijk was zij zijn tweede vrouw. Zij verzorgde hem nadat hij in 1400 blind was geworden. 
Gower bekritiseerde verschillende malen de geestelijkheid. Tevens nam hij duidelijk afstand van John Wyclif, wiens leer hij in zijn latere werken sterk bestreed. Zijn leven en dood verliepen in perfecte overeenstemming met de leer van de Rooms-Katholieke Kerk. Na zijn dood in 1408 werd hij begraven in de Priory Church aan de zuidelijke oever van de Theems in Londen, thans de Southwark Cathedral, waar zijn praalgraf nog steeds aanwezig is.

## Werk
Zijn vroegste werken waren vermoedelijk een aantal ballades in de Anglo-Normandische variant van het Oudfrans die in de middeleeuwen in sommige delen van Engeland gesproken werd. Een deel ervan kan later in de Cinkante Balades terechtgekomen zijn. Tegenwoordig kent men Gower voornamelijk door zijn drie lange gedichten Mirroir d'Lomme, Vox Clamantis en Confessio Amantis - respectievelijk geschreven in het Middelfrans, Latijn en Middelengels.

#### Miroir d'Lomme
De Mirroir d'Lomme, ook gespeld als Mirour de l'Omme (Spiegel van de mens) en later door Gower gelatiniseerd tot Speculum Meditantis (Spiegel van de denkende mens), bestaat in zijn huidige versie uit 28.603 regels. Sommige bladen aan het begin, in het midden en aan het einde van het werk zijn verloren gegaan. Men denkt dat het hele werk bestaan heeft uit 31.000 regels. Het heeft een zeer belangrijke morele component. Het werk is geschreven in stanza's van 12 regels, bestaande uit twee paar rijmschema's die gerangschikt zijn als aab aab bba bba. Het is verdeeld in tien delen, onder meer gewijd aan de eigenschappen van zonde en deugden en van de verschillende klassen van de maatschappij. Het probeert het pad te beschrijven waarlangs een zondaar terug kan keren naar God en vergeving kan verdienen door de hulp van Jezus Christus en zijn moeder, de Maagd Maria. Deze beschrijving van haar leven waarmee de tekst afsluit, bevat ook een beschrijving van het leven van Christus. Waarschijnlijk werd het werk geschreven tussen 1376-1379.

#### Vox Clamantis
In Vox Clamantis (De stem van de roepende) beschreef Gower in het Latijn de stand van zaken in Engeland en hij betrok daarbij de Engelse Boerenopstand die plaatsvond in 1381, terwijl hij aan dit werk bezig was. Hij bewonderde de manier waarop Richard II de opstand onderdrukte.

#### Confessio Amantis
Hij begon in 1386 aan zijn meesterwerk, Confessio Amantis (De bekentenis van de minnaar). Hij schreef - zo vertelt hij in de proloog - het werk op verzoek van Richard II, die zich zorgen maakte over het feit dat er zo weinig in het Engels werd geschreven. Deze verzameling verhaaltjes over "courtly love" gaat over een minnaar, die eerst klaagt bij Venus en later een bekentenis aflegt bij haar priester. Het werk (dat voltooid werd omstreeks 1390) is een belangrijke bijdrage aan het genre van "courtly love" in het Engels. Een van de verhalen diende later als inspiratiebron voor het grotendeels door William Shakespeare geschreven "Pericles". Gower veranderde de Confessio Amantis in 1393 door niet meer koning Richard II te prijzen, maar Hendrik IV.

#### Andere werken
Gower stelde een aantal Latijnse gedichten samen. Ook schreef hij in het Frans zijn Traitié. In 1399-1400 schreef hij zijn Cinkante Balades (vijftig Franse ballades met romantische onderwerpen) en in 1400 presenteerde hij een aantal gedichten aan koning Henry IV. Als beloning kreeg hij een pensioen toegekend in de vorm van een jaarlijkse hoeveelheid wijn.

## Manuscripten
Er bestaan nog verscheidene manuscripten van Gowers werken: 41 versies (niet allemaal in even goede staat) van de Confessio Amantis en een van elk van de Miroir d'Lomme, Cinkantes Balades en In Praise of Peace. Deze manuscripten bevinden zich in particuliere bibliotheken en universiteitsbibliotheken in Londen, Oxford, Cambridge, Glasgow, Lincoln, Dublin en Manchester.

## Waardering
De waardering voor de dichtkunst van Gower heeft een turbulente geschiedenis gehad. In de 15e eeuw werd hij (met Chaucer) gezien als de vader van de Engelse poëzie. Zijn reputatie verloor hij echter geleidelijk, voornamelijk door wat door velen gezien werd als het didactische element in zijn werk. Ook vonden veel mensen zijn werken saai en humorloos. Tijdens de 20e eeuw heeft hij meer erkenning gekregen, voornamelijk door C.S. Lewis in The Allegory of Love (1936). Hij heeft echter niet hetzelfde enthousiasme opgewekt als andere dichters uit zijn tijd.
Gower was moreel en politiek meer geëngageerd dan Chaucer. Hij streefde het hogere doel van onderwijzing na op een veel explicietere wijze dan Chaucer.

## Werkenlijst
- Mirour de l'Omme / Speculum Hominis / Speculum Meditantis (Frans / Latijn, ca. 1376-79)
- Vox Clamantis (Latijn, ca. 1377-81)
- Confessio Amantis (Engels, ca. 1386-93)
- Traitié pour essampler les amantz marietz (Frans, 1397)
- Cinkante Balades (Frans, 1399-1400)
- Cronica Tripertita (Latijn, ca. 1400)
- In Praise of Peace (Engels, ca. 1400)

## Uitgaven
- John Gower, Manuscripts, Readers, Contexts, bezorgd door M. Urban. Brepols Publishers, Turnhout, 2009. ISBN 978-2-503-52470-2
- Le règne d'Édouard Ier, bezorgd door Jean-Claude Thiolier. CELIMA, Créteil, 1989.
- Mirour de l'Omme. Colleagues Press, East Lansing, 1992. ISBN 0-937191-17-5
- Œuvres complètes (français ancien-anglais moyen-latin), bezorgd door G.C. Macaulay. Scholarly Press, Grosse Pointe, 1968.

- Bibsys: 90246557
- Bibliothèque nationale de France: cb12088086k (data)
- CiNii: DA00354648
- Gemeinsame Normdatei: 118696793
- International Standard Name Identifier: 0000 0001 0939 7129
- Library of Congress Control Number: n81039793
- MusicBrainz: f0506570-0714-46cc-beef-6fff65372ee9
- Bibliotheek van het Japanse parlement: 00441441
- Nationale Bibliotheek van Tsjechië: jn20000602183
- Nationale bibliotheek van Australië: 35138123
- Nationale Bibliotheek van Israël: 987007261796005171
- Nederlandse Thesaurus van Auteursnamen: 069887543
- Réseau des bibliothèques de Suisse occidentale: 02-A003312093
- LIBRIS: 291047
- SNAC: w68050zr
- Système universitaire de documentation: 029205697
- Trove: 838663
- Virtual International Authority File: 120695167
- WorldCat: E39PBJhX9G3c78j4Wwc4BBTCQq